# Campeonato Nacional da 1.ª Divisão de Portugal (basquetebol masculino)
O Campeonato Nacional da 1.ª Divisão é o Terceiro escalão do basquetebol de Portugal. Competição organizada pela Federação Portuguesa de Basquetebol. Começou a ser disputado todos os anos desde a época 1932–33 até 1994–95 (como Primeiro escalão), de 1995–96 a 2002–03 (como Segundo escalão), tendo sido substituído pela Proliga em 2003–04. Retomou em 2013–14 (agora como Terceiro escalão) a ser disputado.

## Campeonato Nacional da 1.ª Divisão
| Época   | Final               | Final         | Final                |
| Época   | Campeão             | Score         | Finalista Vencido    |
| ------- | ------------------- | ------------- | -------------------- |
| 2024–25 |                     | –             |                      |
| 2023–24 | Ginásio Figueirense | 78–63         | CB Queluz            |
| 2022–23 | Imortal BC "B"      | 69–66         | SC Braga             |
| 2021–22 | ABC Santo André     | 73–64         | Académica de Coimbra |
| 2020–21 | Portimonense        | 71–62         | Clube dos Galitos    |
| 2019–20 | Não Disputado       | Não Disputado | Não Disputado        |
| 2018–19 | CD Póvoa            | 90–81         | Ginásio Olhanense    |
| 2017–18 | SC Braga            | 73–70         | Academia do Lumiar   |
| 2016–17 | Imortal Basket      | 73–64         | Académica de Coimbra |
| 2015–16 | Académico FC        | –             | SC Vasco da Gama "B" |
| 2014–15 | Dragon Force “B”    | –             | Portimonense         |
| 2013–14 | Atlético CP         | 96–92         | SC Vasco da Gama     |

O Campeonato Nacional da 1.ª Divisão de Portugal foi retomado após ter sido substituido pela Proliga em 2003–04

### Títulos CN da 1.ª Divisão
| Clube               | Títulos | Época   |
| ------------------- | ------- | ------- |
| Atlético CP         | 1       | 2013–14 |
| Dragon Force “B”    | 1       | 2014–15 |
| Académico FC        | 1       | 2015–16 |
| Imortal Basket      | 1       | 2016–17 |
| SC Braga            | 1       | 2017–18 |
| CD Póvoa            | 1       | 2018–19 |
| Portimonense        | 1       | 2019–20 |
| ABC Santo André     | 1       | 2020–21 |
| ABC Santo André     | 1       | 2021–22 |
| Imortal BC "B"      | 1       | 2022–23 |
| Ginásio Figueirense | 1       | 2023–24 |

## Campeonato Nacional da 1.ª Divisão
| Época   | Final          | Final | Final             |
| Época   | Campeão        | Score | Finalista Vencido |
| ------- | -------------- | ----- | ----------------- |
| 2002–03 | Sangalhos DC   | 3–1   | Clube dos Galitos |
| 2001–02 | Sangalhos DC   | 3–1   | Basket Guimarães  |
| 2000–01 | Leiria Basket  | 3–0   | SC Lusitânia      |
| 1999–00 | NS Leiria      |       |                   |
| 1998–99 | Imortal Basket |       |                   |
| 1997–98 | CD Montijo     |       |                   |
| 1996–97 | CAB Madeira    |       |                   |
| 1995–96 | Imortal Basket |       |                   |

Nota: A partir da época de 2003–04 continuou como Proliga.

### Títulos CN da 1.ª Divisão
| Clube          | Títulos | Época            |
| -------------- | ------- | ---------------- |
| Imortal Basket | 2       | 1995–96; 1998–99 |
| Sangalhos DC   | 2       | 2001–02; 2002–03 |
| CAB Madeira    | 1       | 1996–97          |
| CD Montijo     | 1       | 1997–98          |
| NS Leiria      | 1       | 1999–00          |
| Leiria Basket  | 1       | 2000–01          |